# فقيميات
الفقيميات أو ذوات الفكوك أو اللحييات (الاسم العلمي: Mandibulata) هي فرع حيوي من المفصليات التي تضم شعيبات كثيرات الأرجل (الدودة الالفية وغيرها) القشريات وسداسيات الأرجل (الحشرات وغيرها). ويعتقد في الوقت الحالي أن تكون الفقيميات المجموعة شقيقة للفرع الحيوي عنكبيات الشكل، التي تضم ما تبقى من المفصليات (كلابيات القرون بالإضافة إلى ثلاثيات الفصوص). وتشكل الفقيميات أكبر وأكثر تنوع لمجموعة مفصلية. سميت بالفقيمات لأن لها لاحقة فموية ماضغة تسمى الفقيم mandible.

## التصنيف
- قشريات الشكل
  - جميع القشريات
    - قشريات
      - قشريات عليا
        - فكيات الأرجل
          - قشريات حقيقية
            - قشريات متعددة
              - مجذافيات الأرجل
                - جوادف جديدة